# Stazione di Shimo-Shinjō
La Stazione di Shimo-Shinjō (下新庄駅?, Shimo-Shinjō-eki) è una stazione ferroviaria delle Ferrovie Hankyū situata a Ōsaka, e si trova nel quartiere di Higashiyodogawa-ku. Serve la linea Hankyū Senri.

## Linee
Ferrovie Hankyū
■ Linea Hankyū Senri

## Struttura
La stazione è realizzata in superficie e dispone di due marciapiedi laterali con due binari passanti.
| Ovest | ■ Linea Hankyū Senri | per Suita, Kandai-mae e Kita-Senri                                                      |
| Est   | ■ Linea Hankyū Senri | per Awaji, Tenjinbashisuji Rokuchōme e, via linea Sakaisuji, Dōbutsuen-mae e Tengachaya |

## Stazioni adiacenti
| «                  | Servizio           | »                  |
| Linea Hankyū Kyōto | Linea Hankyū Kyōto | Linea Hankyū Kyōto |
| ------------------ | ------------------ | ------------------ |
| Awaji              | Locale             | Suita              |